# Akitsu Maru
La Akitsu Maru (秋津丸?) fu una nave d'assalto anfibio utilizzata anche come portaerei di scorta dalla componente navale del Dai-Nippon Teikoku Rikugun, l'esercito dell'Impero giapponese. Capoclasse della classe navale che portava il suo nome, fu utilizzata, assieme alla gemella Nigitsu Maru, durante la Guerra del Pacifico, fino al suo affondamento subito il 15 novembre 1944 mentre era parte del convoglio HI-81 ad opera del sommergibile Classe Balao USS Queenfish della US Navy nello Stretto di Corea.

## Caratteristiche
Messa in cantiere come nave passeggeri da 9186 tonnellate di stazza lorda di registro, la nave fu requisita nel 1941 dal comando dell'Esercito imperiale quando era ancora incompleta per essere destinata all'uso di nave d'assalto anfibio equipaggiata di un ponte di decollo per operazioni di sbarco nel Pacifico supportate da copertura aerea. Le modifiche messe in cantiere per la trasformazione della nave furono la messa in opera di un ponte di decollo al livello della coperta, la realizzazione di una piccola isola di comando e il trasferimento del fumaiolo sul lato di dritta che, secondo alcune fonti, poteva essere abbassato in posizione orizzontale.
La nave non era dotata di hangar per il rimessaggio degli aerei né di catapulte: vi era invece, sotto al ponte di decollo, una piattaforma in grado di alloggiare 20 velivoli e 20 mezzi da sbarco della classe Daihatsu di 16 metri. I mezzi aerei erano spostati mediante un montacarichi o da una gru posizionati a poppa.
Nel 1943 La Akitsu Maru fu modificata negli armamenti con l'aggiunta di due cannoni Type 88 da 75 mm L/44 e di alcuni impianti di cannoni leggeri Type 96 da 25 mm L/60; nel febbraio del 1944 il ponte venne accorciato e allargato.

## L'affondamento
Il 14 novembre 1944 la Akitsu Maru lasciò la Baia di Imari in Giappone con destinazione Singapore come parte del convoglio Hi-81 che trasportava 4 500 uomini della 23ª divisione della Fanteria imperiale che avrebbero dovuto essere impiegati nelle Filippine. La nave ricevette come carico l'artigliera della 23ª divisione e uomini del Quartiere Generale del 64º Reggimento di Fanteria e di altri reggimenti e compagnie e circa 500 cavalli; trasportava inoltre 104 battelli esplosivi Maru-ni e sia il ponte di decollo che il deposito sottocoperta vennero caricati di aerei destinati alle Filippine e di due autogiri Kayaba Ka-1 armati con una bomba antisommergibile da 60 kg ciascuno. Venne prevista per il convoglio una fermata per la notte alle Isole Gotō, nel sud del Giappone.
Il 15 novembre il convoglio lasciò le Isole Gotō scortato dalla portaerei Shin'yō e raggiunse lo Stretto di Corea: il capitano di corvetta statunitense Charles E. Loughlin ricevette a bordo del sommergibile USS Queenfish il segnale che indicava il punto in cui il convoglio avrebbe incontrato la scorta; alle 10:52 il sommergibile individuò, a quota periscopio, il convoglio scortato da alcuni bimotori Mitsubishi G3M e da alcuni Mitsubishi F1M: il sommergibile venne individuato da uno degli aeroplani appena prima di lanciare i siluri e segnalato con un fumogeno.
Alle 11:55 il Queenfish lanciò 4 siluri: due di essi colpirono e affondarono la Akitsu Maru alle coordinate 33°17′00″N 128°11′00″E. Nell'affondamento morirono 67 uomini dell'equipaggio, 140 artiglieri e 2 093 fanti del 64º Reggimento. 310 uomini vennero tratti in salvo nelle ventiquattro ore successive.